# Чандріка Кумаратунга
Чандріка Бандаранаїке, у шлюбі Кумаратунга (синг. චන්ද්රිකා බන්ඩාරනායක කුමාරතුංග; нар. 29 червня 1945, Коломбо, Шрі-Ланка) — прем'єр-міністерка Шрі-Ланки в 1994, президентка Шрі-Ланки в 1994–2005 роках, лідерка Партії свободи Шрі-Ланки.

## Біографія
Народилася 29 червня 1945 р. у Коломбо. Її батько, Соломон Бандаранаїке, був засновником Партії свободи Шрі-Ланки (ПСШЛ) і прем'єр-міністром у 1956–1959. Мати, Сірімаво Бандаранаїке, була першою в світі жінкою прем'єр-міністром.
Середню освіту отримала в монастирській школі в Коломбо, потім 5 років вивчала політологію в Інституті політичних досліджень (Париж, Франція). Довгий час перебувала в тіні матері. Одружившись з Віджаєю Кумаратунга, заснувала з ним Народну партію Шрі-Ланки, а після його вбивства в 1988 р. тамільським терористом очолила її. У 1994 Народна партія здобула перемогу на парламентських виборах, і Кумаратунга стала прем'єркою. На дострокових президентських виборах восени того ж року Кумаратунга здобула перемогу.